# Вилијам Серват
Вилијам Серват (фр. William Servat; 9. децембар 1978) професионални је француски рагбиста, који тренутно игра за Тулуз. Висок је 183 цм, тежак је 103 кг и игра на позицији број 2 - талонер. 1998. је потписао за Тулуз са којим је 3 пута освајао наслов првака Европе и 5 пута титулу шампиона Француске. Дебитовао је за репрезентацију Француске против Ирске 14. фебруара 2004. Са репрезентацијом Француске је 2 пута освајао куп шест нација. За "галске петлове" је до сада одиграо 44 тест мечева и постигао 10 поена. Играо је и изгубио финале светског првенства 2011.